# Curtis Axel
Joseph Curtis Hennig (sinh ngày 1/10/1979) là một đô vật chuyên nghiệp người Mỹ và là diễn viên hiện đang ký hợp đồng với WWE Raw dưới cái tên Curtis Axel. Hennig ra mắt WWE vào năm 2010, tham gia Nexus dưới cái tên Michael McGillicutty. Trước đó, anh đã thi đấu tại Florida Championship Wrestling (FCW) và là một phần của mùa thứ hai của NXT. Vào năm 2011, Hennig đã thắng được Chức vô địch Đồng đội WWE với David Otunga khi là thành viên của New Nexus. Vào tháng 5/2013, Hennig khơi lại sự nghiệp của mình dưới tên gọi hiện tại của mình, phải cống nạp cho cha anh "Mr. Perfect" Curt Hennig và ông anh Larry "The Axe" Hennig và đã thắng được Chức vô địch Liên lục địa.